# Enola Holmes (Film)
Enola Holmes ist ein US-amerikanischer Film, der auf der gleichnamigen Jugendromanreihe von Nancy Springer basiert. Der Film, in dessen Mittelpunkt die jugendliche Schwester des berühmten Sherlock Holmes steht, wurde von Jack Thorne geschrieben und von Harry Bradbeer inszeniert. Millie Bobby Brown spielt die Hauptrolle und produzierte den Film.
Enola Holmes wurde am 23. September 2020 auf Netflix veröffentlicht. Der Film erhielt positive Kritiken. Gelobt wurden der Humor, das Drehbuch, das Spiel, die Kostüme und die Produktionswerte.
Als besonderes Stilmittel wird im Film oft das Durchbrechen der vierten Wand eingesetzt: Enola wendet sich immer wieder mit kurzen Kommentaren direkt an den Zuschauer.

## Handlung
1884 wird Enola Holmes, die jüngere Schwester des berühmten Detektivs Sherlock Holmes und von Mycroft, von ihrer Mutter Eudoria, einer großen Freundin von Wortspielen, in einem abgelegenen Landhaus in der Nähe Londons erzogen. Unter anderem lernt sie Wissenschaft, Literatur, Kampfsport und Schach. An Enolas 16. Geburtstag ist die Mutter jedoch spurlos und ohne Erklärung verschwunden.
Sherlock und Mycroft reisen zum Landsitz, um sich um Enola zu kümmern, die sie lange nicht gesehen haben. Sherlock sieht ihre Qualitäten, aber der konservative Mycroft, der nun Enolas Vormund geworden ist, will sie in ein Mädchenpensionat schicken, wo sie zu einer anständigen jungen Dame erzogen werden soll. Enola gelingt es, die geheime Botschaft zu entziffern, die ihr die Mutter nebst einer Geldsumme hinterlassen hat. Darin wird sie ermuntert, ihr Schicksal nicht anderen zu überlassen, sondern selbst in die Hand zu nehmen.
Enola reißt aus und macht sich auf, ihre Mutter zu finden. Auf ihrer Flucht trifft sie im Zug auf den jungen Lord Tewksbury, der vor seinem Onkel auf der Flucht ist. Anstatt seinen Platz im House of Lords einzunehmen, sollte Tewksbury im Ausland Militärdienst leisten. Er wird verfolgt von Linthorn, der ihm nach dem Leben trachtet. Enola hilft Tewksbury, dem Verfolger zu entkommen. Sie fliehen zusammen nach London, wo sie sich trennen. 
Als viktorianische Dame getarnt, verfolgt Enola Eudoria weiter und hinterlässt kryptische Nachrichten in den Zeitungsannoncen. Enola entdeckt Flugblätter und einen Unterschlupf mit Sprengstoff und erfährt, dass Eudoria zu einer radikalen Gruppe von Suffragetten gehört. Sie wird von Linthorn angegriffen, der sie über Tewkesbury verhört. Sie wehrt sich, zündet den Sprengstoff im Unterschlupf und flieht. In schwierigen Situationen sieht Enola oft ihre Mutter vor sich und erinnert sich an das, was sie ihr jeweils geraten hat.
Enola fährt zusammen mit Tewksbury zum Landsitz der Familie, um dessen Onkel als vermeintlichen Bösewicht zur Rede stellen. Als sie nachts in die Eingangshalle eindringen, werden sie von Linthorn beschossen, den Enola dank ihres Kampfsporttrainings unschädlich machen kann. Nun stellt sich Tewksburys Großmutter als Drahtzieherin heraus. Da Tewksburys Vater gesellschaftlichen Fortschritt unterstützte, hätte er die entscheidende Stimme für die bevorstehende Abstimmung zur Wahlrechtsreform 1884 abgegeben, die die Großmutter strikt ablehnt, da sie dies als Bedrohung für das Land ansieht. Daher hatte sie Tewksburys Vater töten lassen und will nun verhindern, dass Tewksbury den Platz seines Vaters im House of Lords einnimmt und seinerseits die Wahlrechtsreform unterstützt. Sie schießt auf ihren Enkel, doch der hat sich mit dem Bruststück einer Ritterrüstung geschützt und überlebt. Als Sherlock am nächsten Tag den Fall bei Inspector Lestrade als aufgeklärt melden will, eröffnet dieser, dass Enola dies bereits getan und ihren berühmten Bruder somit übertroffen hat. Dank Enolas Eingreifen kann Tewkesburys nun an der Abstimmung teilnehmen und dadurch der Reform zum Durchbruch verhelfen.
Einige Tage später findet Enola in ihrer Unterkunft unerwartet ihre Mutter vor. Eudoria erklärt ihr, warum sie gegangen ist: Sie wollte, dass ihre Tochter selbständig und unabhängig ihre Freiheit und ihre Zukunft findet. Zum Schluss stellt sie fest, sie sei Detektivin, entschlüssele Nachrichten, finde verlorene Seelen – und habe ihre Zukunft selbst in der Hand.

## Produktion
Im Februar 2019 war bei Legendary Pictures eine Verfilmung der Nancy-Springer-Buchreihe The Enola Holmes Mysteries in der Entwicklung, in der Harry Bradbeer Regie führen und Millie Bobby Brown die Titelrolle spielen und den Film produzieren sollte. Im Juni 2019 schlossen sich Henry Cavill, Helena Bonham Carter, Adeel Akhtar und Fiona Shaw der Besetzung an und im Juli 2019, als die Dreharbeiten in London begannen, kamen Sam Claflin, Louis Partridge, Susan Wokoma und Burn Gorman hinzu. Die Dreharbeiten fanden auch in Luton Hoo in Bedfordshire statt. Im Juli 2019 war Daniel Pemberton mit der Komposition der Filmmusik beauftragt worden.
Der Conan-Doyle-Nachlass reichte wegen des Films eine Klage gegen Netflix ein: Er verletze das Urheberrecht, indem er Sherlock Holmes als emotional gefühlsbetont darstellt, ein Aspekt der Figur, der nicht unter die Public Domain falle, da nur in Geschichten, die zwischen 1923 und 1927 veröffentlicht wurden, Holmes als emotional gefühlsbetont beschrieben wurde, und das Urheberrecht für die in dieser Zeit veröffentlichten Geschichten noch immer dem Nachlass gehört.

## Synchronisation
Die deutschsprachige Synchronisation entstand im Auftrag der FFS Film- & Fernseh-Synchron, nach einem Dialogbuch von Alexander Löwe unter der Dialogregie von Nico Sablik.
| Rolle                   | Darsteller           | Synchronsprecher   |
| ----------------------- | -------------------- | ------------------ |
| Enola Holmes            | Millie Bobby Brown   | Léa Mariage        |
| Sherlock Holmes         | Henry Cavill         | Alexander Doering  |
| Mycroft Holmes          | Sam Claflin          | Till Endemann      |
| Eudoria Holmes          | Helena Bonham Carter | Melanie Pukaß      |
| Lord Viscount Tewksbury | Louis Partridge      | Patrick Keller     |
| Inspector G. Lestrade   | Adeel Akhtar         | Sascha Rotermund   |
| Miss Harrison           | Fiona Shaw           | Katharina Lopinski |
| Edith                   | Susan Wokoma         | Flavia Vinzens     |
| Linthorn                | Burn Gorman          | Björn Schalla      |
| Sir Whimbrel            | David Bamber         | Peter Reinhardt    |
| Lady Tewksbury          | Hattie Morahan       | Melanie Hinze      |

## Veröffentlichung
Netflix erwarb im April 2020 die Vertriebsrechte an dem Film. Zunächst war ein Vertrieb über Warner Bros. Pictures mit Kinostart geplant. Dies wurde allerdings wegen der COVID-19-Pandemie verworfen. Die Veröffentlichung des Films fand am 23. September 2020 statt.

## Rezeption

### Kritiken
Der Film erhielt überwiegend positive Bewertungen. Sonja Hartl kritisierte in Kino Zeit einige Längen des Filmes, aber lobte zugleich den Aufruf zu politischen Engagement gegen Ungerechtigkeit. Auf Rotten Tomatoes erhielt der Film eine Zustimmungsrate von 91 % basierend auf 207 ausgewerteten Kritiken, auf Filmstarts eine Bewertung von 3,0 Sternen.

### Zuschauerzahlen
In den ersten 28 Tagen nach Veröffentlichung wurde der Film von 77 Millionen Haushalten für mindestens 2 Minuten angesehen, das entspricht 190 Millionen gestreamten Stunden. Er belegt damit aktuell Platz 7 der erfolgreichsten Filme auf Netflix.

## Auszeichnungen
Artios Awards 2021
- Nominierung in der Kategorie Big Budget – Komödie[11]

London Critics’ Circle Film Awards 2021
- Nominierung als Bester britischer Nachwuchsdarsteller (Millie Bobby Brown)[12]

Nickelodeon Kids’ Choice Awards 2021
- Auszeichnung als Beste Schauspielerin (Millie Bobby Brown)[13]

## Fortsetzung
Im November 2022 erschien mit Enola Holmes 2 eine Fortsetzung. Die titelgebende Hauptrolle hat erneut Millie Bobby Brown inne. Der Auftrag für eine weitere Fortsetzung der Filmreihe ist Anfang November 2023 durch Netflix bestätigt worden.